# Anthony Gerard Bosco
Anthony Gerard Bosco (* 1. August 1927 in New Castle; † 2. Juli 2013 in Greensburg) war ein US-amerikanischer Geistlicher und römisch-katholischer Bischof von Greensburg.

## Leben
Anthony Gerard Bosco studierte Philosophie und Katholische Theologie am St. Fidelis Seminary in Butler County und Saint Vincent Seminary in Latrobe. Am 7. Juni 1952 empfing er die Priesterweihe für das Bistum Pittsburgh. An der Päpstlichen Lateranuniversität in Rom absolvierte er ein Studium in Kanonischem Recht. Ab 1957 war er in der Seelsorge in Pittsburgh tätig. 1968 wurde er von Papst Paul VI. zum Monsignore ernannt. Er war Kaplan der Mercy Hospital School of Nursing in Pittsburgh and Kaplan der Steyler Missionsschwestern in Ross Township. 
Papst Paul VI. ernannte ihn am 14. Mai 1970 zum Titularbischof in Labicum und Weihbischof im Bistum Pittsburgh. Der Kardinalpräfekt der Kongregation für den Klerus John Joseph Wright spendete ihm am 30. Juni desselben Jahres die Bischofsweihe; Mitkonsekratoren waren Vincent Martin Leonard, Bischof von Pittsburgh, und John Bernard McDowell, Weihbischof in Pittsburgh. 
Am 2. April 1987 wurde er durch Papst Johannes Paul II. zum Bischof von Greensburg ernannt und am 30. Juni desselben Jahres in das Amt eingeführt. Am 2. Januar 2004 nahm Papst Johannes Paul II. sein altersbedingtes Rücktrittsgesuch an.
Er ist Namensgeber des The Bishop Anthony G. Bosco Center in North Huntingdon, Pennsylvania.